# Carles Casajuana Palet
Carles Casajuana Palet, né le 25 octobre 1954 à San Cugat del Vallés dans la province de Barcelone, est un diplomate et écrivain espagnol, ambassadeur d’Espagne au Royaume-Uni de 2008 à 2012.

## Carrière
Diplômé en droit et en sciences économiques, il fait son entrée au ministère des Affaires étrangères en 1980. Sa carrière diplomatique le mène en Bolivie, aux Philippines et aux Nations unies à New York. En 1996, il est nommé ambassadeur d’Espagne en Malaisie et est, jusqu’en 2008, le représentant de l’Espagne au comité de l’Union européenne pour la politique et la sécurité. En 2004, il est nommé directeur du département de politique internationale et de sécurité au bureau de la présidence du Conseil des ministres.

## Œuvre littéraire
En tant qu’écrivain, il a publié un essai (Pla y Nietzsche: afinidades y coincidencias, 1996) et huit romans dont le dernier, El ultimo hombre que hablaba catalan (titre en catalan : L'últim home que parlava català, 2009), reçoit le prix Ramon-Llull (es) en 2009 et est traduit en français sous le titre Le Dernier Homme qui parlait catalan.
Les titres donnés sont les titres catalans.
- Tap d'escopeta, Quaderns Crema, 1987
- Bondage, Quaderns Crema, 1989
- La puresa del porc, Quaderns Crema, 1990
- Punt de fuga, Quaderns Crema, 1992
- Esperit d'evasió, Quaderns Crema, 1998
- Diumenge de temptació, Quaderns Crema, 2001
- Kuala Lumpur, Quaderns Crema, 2005
- L'últim home que parlava català, 2009

## Crédit des auteurs
- (es) Cet article est partiellement ou en totalité issu de l’article de Wikipédia en espagnol intitulé « Carles Casajuana Palet » (voir la liste des auteurs).
- Le contenu de cet article est tiré en partie du site du gouvernement espagnol www.la-moncloa.es et du site du Ministère des affaires étrangères www.maec.es.